# Belén Rodríguez
María Belén Rodríguez Cozzani (née à Buenos Aires le 20 septembre 1984) est une mannequin, actrice et présentatrice télé argentine. Connue comme Belén Rodríguez ou plus simplement comme Belén, elle vit à Milan depuis 2004. Elle présente plusieurs programmes télévisés et joue des rôles principaux dans des films et fictions.
Elle réalise plusieurs calendriers dont elle est l'égérie et est citée, autant en Italie qu'au niveau international dans différentes revues de la presse du cœur, notamment à cause d'événements liés à son parcours dans le monde du spectacle italien et ses relations sentimentales. La presse internationale qualifie Belén de « Sophia Loren du Rio de la Plata » et de « Sara Carbonero italienne »,,.

## Vie et carrière professionnelle
Belén naît à Buenos Aires mais grandit dans la zone de Pilar, dans la province de cette même ville. En décembre 2001 elle obtient le diplôme de l'école d'art de Buenos Aires et s'inscrit à l'Université de Buenos Aires dans la faculté de Sciences de la communication et du spectacle. Elle commence sa carrière de mannequin à l'âge de 17 ans et fait ses débuts en Argentine, au Mexique et à Miami. Après une tentative ratée dans l'émission de téléréalité Super M et à la suite de sa rencontre avec l'agent Alejandro Carapella Goñi à Buenos Aires, le directeur de W MODELS AGENCY prend ses premières photos et les envoie à Fashion Models Management à Milan. En 2004, alors âgée de 19 ans, elle part seule s'installer en Italie. Dans l'attente de son passeport italien, elle vit pendant 3 ans dans l'illégalité mais commence déjà sa carrière de mannequin en participant à des séances photos et à des campagnes de publicité. En 2008, Belén est élue Miss des Îles Canaries. En février 2011, elle dirige le Festival de la Chanson de Sanremo, un des événements les plus importants d'Europe, en compagnie de la mannequin italienne Elisabetta Canalis,. En janvier 2015, elle perd en faveur de Mariana Rodriguez sa collaboration avec la ligne de vêtements créée par John Richmond, puis celle de Vanitas en septembre 2016 en faveur de Madalina Ghenea.

## Carrière en Italie

### Prix
Oscar TV / Prix de la Régie Télévisuelle
- 2011 – Révélation du personnage de l'année (Personaggio rivelazione dell'anno)[15]

Accademia Amici della Lirica
- 2013 –  Femme de l'année (Donna dell'anno)[16],[17]

Galà della Pubblicità
- 2014 – Excellence de l'année (Eccellenza dell'anno)[18],[19]

San Gennaro Day
- 2015 – Œuvre d'art vivante (Opera d'arte vivente)[20]

### Télévision
- Sfilata d'amore e moda (Rete 4, 2004-2012) showgirl et mannequin
- La tintoria (Rai 3, 2007) showgirl et co-présentatrice
- Stile libero Max (Rai 2, 2007) showgirl et a co-présentatrice
- Circo Massimo Show (Rai 3, 2007) showgirl et co-présentatrice
- Veríssimo (Canale 5, 2007) dépêchée sur place
- Pirati (Rai 2, 2008) dépêchée sur place et co-présentatrice
- Lucignolo (l'Italie 1, 2008) dépêchée sur place
- L'isola dei famosi 6 (Rai 2, 2008) participante
- Scherzi a parte (Canale 5, 2009) showgirl et a co-présentatrice
- Lo Show dei record (Canale 5, 2009) showgirl
- Sarabanda (it) (Canale 5, 2009) showgirl co-présentatrice
- Grande Fratello 10 (Canale 5, 2009) showgirl
- 60º Festival di Sanremo (Rai 1, 2010) showgirl et chanteuse
- Chiambretti Night (l'Italie 1, 2010) showgirl
- Stiamo tutti bene (Rai 2, 2010) présentatrice
- Paperissima (Canale 5, 2011) showgirl
- 61º Festival di Sanremo (Rai 1, 2011) showgirl et a co-présentatrice
- Ciak... Si canta! (Rai 1, 2011) Présentatrice
- La notte degli chef (Canale 5, 2011) cuisinière et showgirl[21]
- Colorado (l'Italie 1, 2011-2012) présentatrice
- Italia's Got Talent (Canale 5, 2012-2013) présentatrice
- 62º Festival di Sanremo (Rai 1, 2012) showgirl et a co-présentatrice
- Amici di Maria De Filippi (Canale 5, 2012) ballerine professionnelle et showgirl
- RadioItalia live - Il concerto (l'Italie 1, 2012) présentatrice
- Studio 5 (Canale 5, 2013) showgirl
- Come mi vorrei (2014) présentatrice
- Chiambretti Supermarket (l'Italie 1, 2014) première ballerine et showgirl[22]
- Tu si que vales Italia (Canale 5, 2014-2022) présentatrice
- Avanti Un altro! Pure la domenica.... (Canale 5, 2015) showgirl et présentatrice, un épisode
- Striscia la Notizia (Canale 5, 2015-2016) showgirl et présentatrice
- Arena di Verona, lo spettacolo sta per iniziare (Canale 5, 2015) showgirl et co-présentatrice
- Pequeños gigantes Italia  (Canale 5, 2016) présentatrice
- L'intervista (Canale 5, 2016) showgirl
- Nemicamatissima (Rai 1, 2016) showgirl
- C'è posta per te (Canale 5, 2017-2018) showgirl, un épisode
- Emigratis (l'Italie 1, 2017) showgirl, un épisode
- Selfie - Le cose cambiano (Canale 5, 2017) dépêchée et showgirl
- Grande Fratello VIP 2 (Canale 5, 2017) showgirl, un épisode
- Chi ha incastrato Peter Pan? (Canale 5, 2017) showgirl, un épisode
- Amici di Maria De Filippi (Canale 5, 2018) showgirl, un épisode
- Balalaika - Dalla Russia col pallone (Canale 5, 2018) showgirl et co-présentatrice
- Sanremo Young (Rai 1, 2019) showgirl et membre du jury
- La notte della Taranta (Rai 2, 2019) présentatrice
- Festival de Castrocaro (Rai 2, 2019) présentatrice
- Canzone segreta (Rai 1, 2021) showgirl, un épisode
- Le Iene (Italia 1, 2022-2023) présentatrice
- Michelle Impossible & Friends (Canale 5, 2023) showgirl, un épisode
- La TV dei 100 e uno (Canale 5, 2023) showgirl, un épisode
- Celebrity Hunted: Caccia all'uomo 4 (Prime Video, 2023) participante avec Cecilia Rodríguez

### Filmographie

#### Cinéma
- 2010 - Natale in Sudafrica, dirigé par Neri Parenti – personnage: Angela Ladesse
- 2011 - Se sei così, toi dico sì, dirigé par Eugenio Cappuccio – personnage : Talita Cortes
- 2015 - Non c'è due senza Te, dirigée par Massimo Cappelli – personnage : Laura

#### Doublage
- 2012 - Gladiatori Ai donné Rome, dirigé par Iginio Straffi - voix : Diana

#### Fiction
- Il commissario Montalbano, Dirigé par Alberto Sironi – actrice (Rai 1, 2011) – personnage : Dolores Alfano[23],[24]
- Così Fan tutte, dirigé par Gianluca Fumagalli – guest-star (l'Italie 1, 2011)
- Un sacré détective 10, dirigé par Jan Maria Michelini - actrice (Rai 1, 2016) – personnage : Celeste Martínez

### Discographie

#### Clips
- 2008 - Boyfriend de Coolio[25],[26]
- 2015 - Amarti è folle de Maria Belén (son pseudonyme), chanson écrite et arrangée par Fortunato Zampaglione pour la bande originale du film Non c'è 2 senza te.

#### Singles
- 2009 - Dai muovi muovi écrit par Mario Gardini et composée par Juan Pablo Fontana et Roberto De Luca (thème musical du programme télévisuel Sarabanda (it))
- 2010 - Aeroplani de Toto Cutugno (chanson chantée par Toto Cutugno avec Belén Rodríguez au Festival de Sanremo de 2010 lors de la nuit des duetto)[27]
- 2015 - Amarti è folle

### Autres activités

#### Parfums
- 2011 - Belén Rodríguez (Gold)
- 2011 - Belén Rodríguez (Eau de Parfum)

#### Radio
- 2013 - Password (RTL 102.5)

#### Calendriers
- 2006 - Calendrier de Vuemme[28],[29]
- 2006 - Calendrier de De Nardi
- 2007 - Calendrier de Fer
- 2008 - Calendrier de Maxim[30]
- 2009 - Calendrier de Max
- 2010 - Calendrier de Vuemme[31]
- 2010 - Calendrier de Max (avec sa sœur Cecilia Rodríguez)
- 2011 - Calendrier de Maxim
- 2011 - Calendrier de TIM